# Raposa-veloz
A raposa-veloz ou raposa-orelhuda (Vulpes velox) é uma pequena raposa encontrada nas pradarias ocidentais da América do Norte, como Montana, Colorado, Novo México, Oklahoma e Texas. Também habita o sul de Manitoba, Saskatchewan e Alberta, no Canadá, onde havia sido anteriormente extinta.

## Taxonomia
A raposa-orelhuda é fenotípica e ecologicamente semelhante à raposa-anã (Vulpes macrotis) e o cruzamento ocorre entre elas em uma pequena zona híbrida no oeste do Texas e no leste do Novo México. As raposas-velozes e raposas-anãs são mais estreitamente relacionadas às raposas-do-ártico.

## Descrição
A raposa-veloz é um pequeno canídeo, com um peso médio de 2,1 kg. Sua pelagem varia de acordo com as estações. A pelagem de inverno é acinzentada escura no dorso e nas laterais, estendendo-se até um tom amarelado nas laterais, nas pernas e na superfície ventral da cauda; a pelagem ventral é branca e levemente amarelada. No verão, o pelo é curto, áspero e mais ruivo acinzentado. Há manchas escuras em cada lado do focinho e a ponta da cauda geralmente é preta.
Suas orelhas são notavelmente grandes. Possuem aproximadamente o tamanho de um gato doméstico, com 30–32 cm de altura no ombro e 73,5–88 cm de comprimento total, medindo da cabeça à ponta da cauda. Machos e fêmeas são semelhantes na aparência, embora os machos sejam ligeiramente maiores.

## Habitat e distribuição
A raposa-veloz é encontrada predominantemente em pradarias de gramíneas curtas e mistas, em terreno suavemente ondulado ou nivelado. Ela forma suas tocas em solos arenosos em pradarias abertas, em campos arados, ou ao longo de cercas.
É nativa das pradarias de gramíneas curtas e mistas das Grandes Planícies da América do Norte. Historicamente, sua distribuição estendia-se ao norte ao sul das províncias canadenses de Alberta, Saskatchewan e Manitoba, e do sul ao centro do Texas e Novo México. Registros históricos também existem para áreas em Montana, Wyoming, Dakota do Norte, Dakota do Sul, Nebraska, Kansas, Iowa, Colorado e Oklahoma. Atualmente, a raposa-veloz pode ser encontrada em populações fragmentadas e menores em partes de Montana, Dakota do Sul, Wyoming, Nebraska, Colorado, Kansas, Oklahoma, Novo México e Texas. Uma pequena população foi estabelecida em Alberta, Saskatchewan e Montana, que agora constitui a extensão norte da área de distribuição da espécie.

## Comportamento

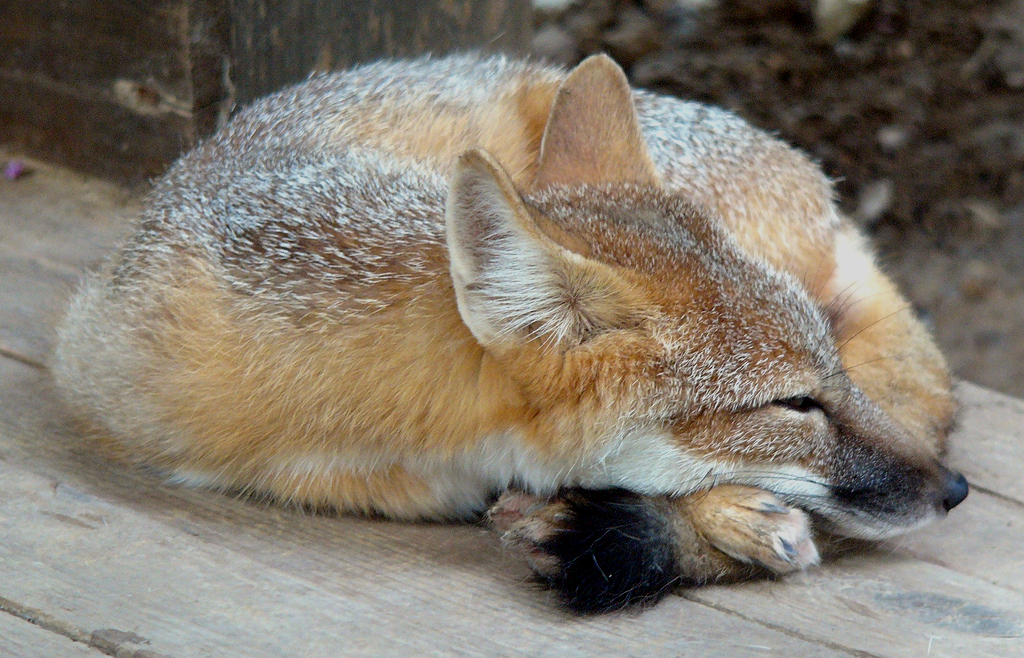
Uma raposa-veloz cochilando durante o dia em um zoológico.

A raposa-veloz é primariamente noturna. As atividades diurnas geralmente se limitam à toca, mas sabe-se que ela passa o período quente do meio-dia acima do solo durante o inverno. A raposa-veloz depende mais de sua toca do que a maioria dos canídeos norte-americanos, usando-as como abrigo de predadores. Essas tocas são geralmente tocas com dois a quatro metros de comprimento. Suas tocas, particularmente os sistemas maiores, complexos e regularmente ocupados, são entidades ecológicas por si mesmas e fornecem locais de reprodução, fontes de alimento e um lugar de refúgio para vários tipos de invertebrados e vertebrados.
A raposa-veloz é capaz de correr muito rápido, a velocidades superiores a 50 km/h ou até 60 km/h.

### Reprodução
Raposas-velozes são uma espécie socialmente monogâmica, embora múltiplas estratégias de reprodução tenham sido observadas. A época de reprodução da raposa-veloz adulta varia com a região. No sul dos Estados Unidos, acasala entre dezembro e fevereiro, com filhotes nascidos em março e início de abril. No Canadá, a estação reprodutiva começa em março e os filhotes nascem em meados de maio. O macho amadurece e pode acasalar com um ano, enquanto a fêmea geralmente espera até seu segundo ano antes de procriar. Os adultos vivem em pares e, embora alguns indivíduos acasalem para o resto da vida, outros escolhem parceiros diferentes a cada ano. A gestação leva cerca de 51 dias, e quatro a cinco filhotes nascem.
A raposa-veloz tem apenas uma ninhada por ano, mas pode ocupar até treze tocas em um ano, movendo-se por escassez de presas ou por infestação de parasitas dentro da toca. Os filhotes nascem na toca e normalmente permanecem lá por aproximadamente um mês. Os olhos e as orelhas de um filhote recém-nascido permanecem fechados por dez a quinze dias, deixando-o dependente da mãe para alimentação e proteção durante esse período. Geralmente é desmamado por volta das seis ou sete semanas de idade e permanece com seus pais até o outono. A organização social na raposa-veloz é incomum entre os canídeos, uma vez que é baseada nas fêmeas. As fêmeas mantêm territórios em todos os momentos, mas os machos emigram se a fêmea residente for morta ou removida.

### Dieta
Como a maioria das raposas, a raposa veloz é um onívoro, se alimentando primordialmente de pequenos mamíferos (coelhos, ratos e  esquilos), aves, insetos e lagartos, bem como de frutas. Durante o verão, os adultos comem grandes quantidades de insetos, incluindo besouros e gafanhotos, e alimentam seus filhotes com presas maiores. Carniça também pode ser uma importante fonte de alimento.

## Estado de conservação

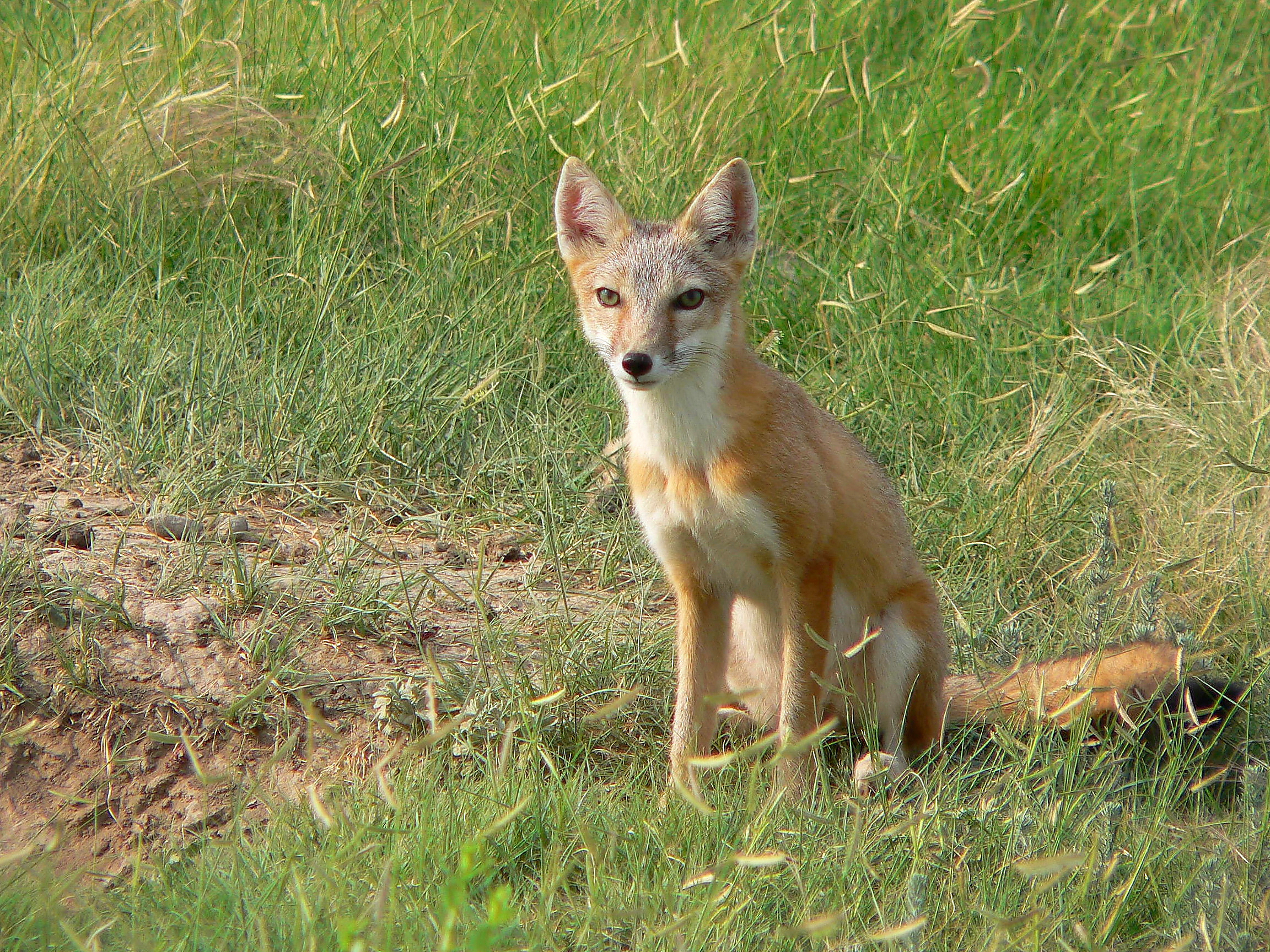
Uma raposa-veloz no Kansas, perto de sua toca.

Uma vez que as raposas-velozes são principalmente especialistas em pradarias, a conversão e degradação em curso devido o desenvolvimento agrícola, industrial e urbano ameaça reduzir o tamanho da população e fragmentar ainda mais as populações. A raposa-orelhuda foi outrora uma espécie ameaçada de extinção, quando foram acidentalmente mortas em programas de controle de predadores no início da década de 30, que possuíam o objetivo de controlar as populações de lobos cinzentos, coiotes e esquilos.
Em 1938, a espécie foi declarada exterminada no Canadá, mas um programa de reintrodução iniciado em 1983 foi bem sucedido em estabelecer pequenos agrupamentos no sudeste de Alberta e sudoeste de Saskatchewan, apesar do fato de que muitos dos indivíduos reintroduzidos não sobreviviam ao primeiro ano. Em 1995, a agência U.S. Fish and Wildlife Service determinou que a raposa justificava sua inclusão na lista de espécies ameaçadas, mas que outras espécies de maior prioridade impossibilitavam sua listagem. Em maio de 1999, a Canadian Species at Risk Act listou a raposa-orelhuda como uma espécie ameaçada no Canadá.
Em 2009, a espécie habitava apenas 44% de sua extensão histórica. Uma população pequena, mas estável e crescente, continua a viver livremente nas regiões sudeste de Alberta e nas regiões sudoeste de Saskatchewan. O plano de estratégia de recuperação nacional do Canadá foi revisado em 2008 pela National Swift Fox Recovery Team, com projeções de uma meta de longo prazo até 2026, para "restaurar uma população de raposas-velozes autossustentável de 1.000 ou mais indivíduos maduros, reproduzindo raposas que não tenham uma redução populacional superior a 30% em qualquer período de 10 anos." A população atual não atinge nenhum dos limites para as categorias ameaçadas e, portanto, é caracterizada como "menor preocupação" pela Lista Vermelha da IUCN.